# St. Jakob an der Birs

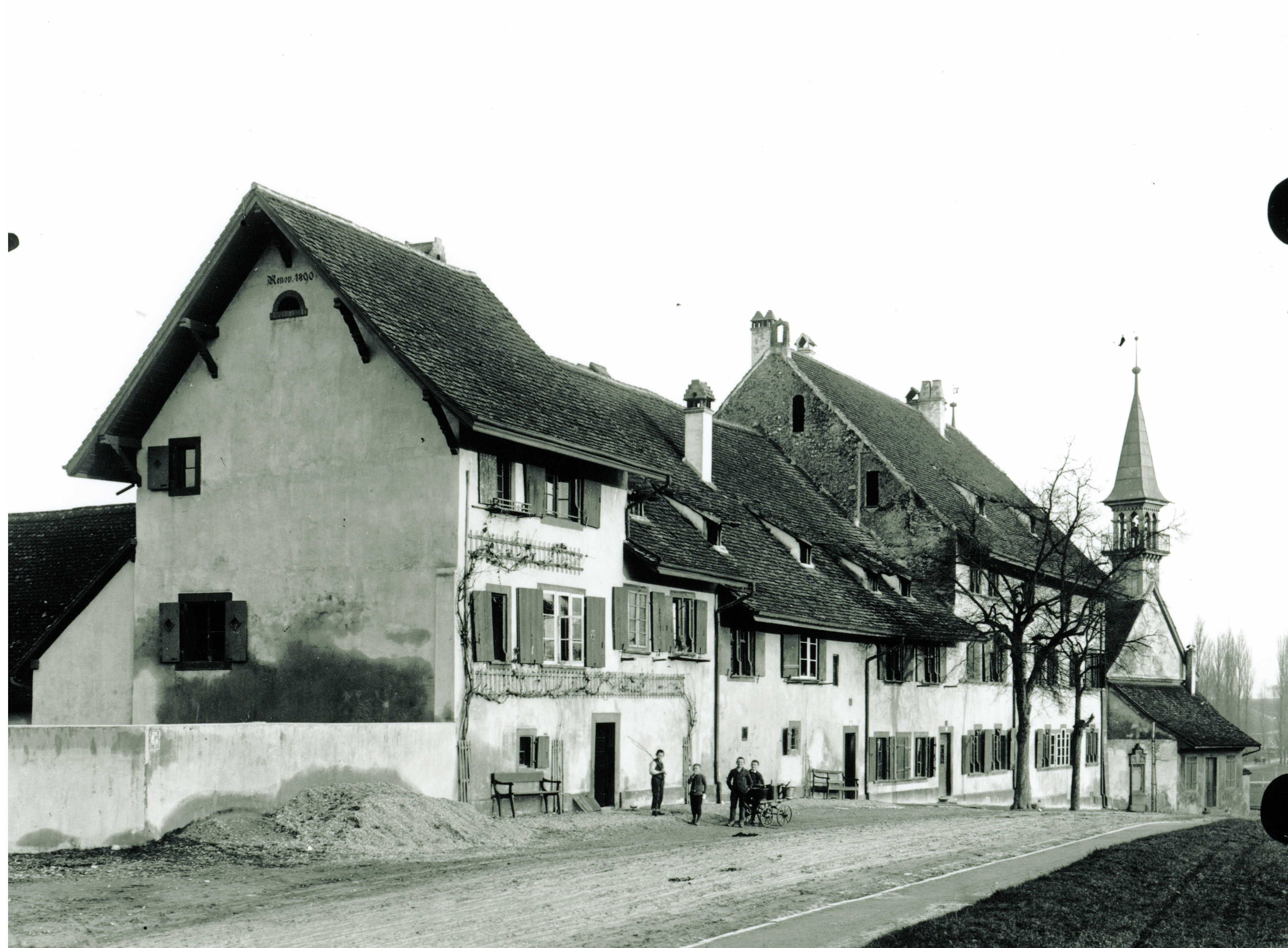
Der Gebäudeblock des Siechenhauses bei St. Jakob an der Birs, Blick von der Strassenseite, 1894. Ganz rechts die alte St. Jakobskirche.

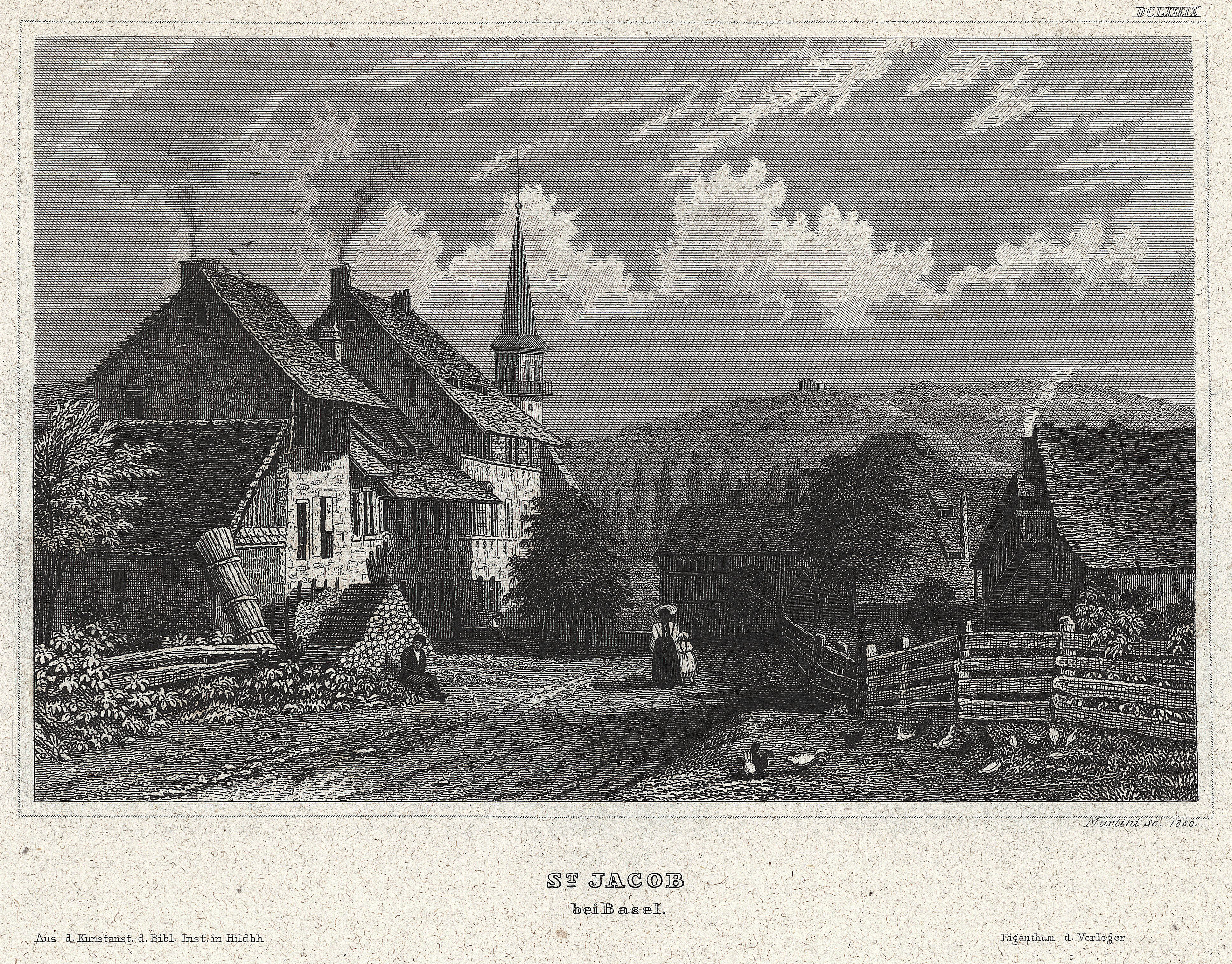
Gleiche Perspektive, ca. 1850

St. Jakob an der Birs oder kurz St. Jakob ist eine historische Quarantänesiedlung bei Basel, deren Anfänge bis mindestens an die Wende vom 11. zum 12. Jahrhundert zurückreichen. Ursprünglich vor der Stadt gelegen, gehört St. Jakob heute zum Basler St. Alban-Quartier. Das im 13. Jahrhundert erstmals erwähnte Siechenhaus, wo an Aussatz (Hautinfekte wie insbesondere Lepra) erkrankte Basler Bürger untergebracht waren, bildet das ehemalige Siedlungszentrum und ist ins kantonale Denkmalverzeichnis von Basel-Stadt aufgenommen worden. 1444 fand hier die Schlacht bei St. Jakob an der Birs statt.

## Lage und Ortsname
St. Jakob liegt am St. Alban-Teich und an der Birs, bei einem Flussübergang der alten Verbindungsstrasse vom Elsass über Basel zum Hauenstein und weiter ins schweizerische Mittelland. Eine Brücke wird erstmals 1102/03 erwähnt, doch dürfte diese eher ein Fussgängersteg gewesen sein. 1425 liess die Stadt Basel, die das Furt- und Brückenrecht 1295 von den Grafen von Frohburg erworben hatte (die Grundherrschaft übte das Kloster St. Alban aus, die Gerichtsbarkeit ab 1383 die Stadt), eine etwas weiter flussabwärts gelegene und für den Warentransport taugliche Steinbrücke bauen. Dies dürfte der Anlass gewesen sein, die ursprüngliche Bezeichnung Birsbruck o. ä. für den Ort als nicht mehr passend aufzugeben und durch St. Jakob zu ersetzen (erstmals 1418 als „ze sant Jacob an der Birsse“ belegt).

## Geschichte

### Mittelalter und Frühe Neuzeit
Vermutlich bestanden bereits zur Zeit der ersten Erwähnung der Brücke ein Zollhaus, da die Birs die Grenze zwischen Sisgau und Sundgau bildete, und – mit Rücksicht auf die Abgelegenheit des Orts und den nicht ungefährlichen Flussübergang – eine dem hl. Jakob, dem Patron der Reisenden, geweihte Kapelle. Weitere Patrone, die hier verehrt wurden, waren die hl. Barbara als Patronin gegen Gewitter und der hl. Wendelin als Patron der Hirten. Das städtische Siechenhaus zur Unterbringung der Aussätzigen entstammt der zweiten Hälfte des 13. Jahrhunderts. Ursprünglich befand es sich als Teil des 1265 gegründeten städtischen Spitals unmittelbar in Stadtnähe, doch gab es die „leprosi apud Birsebruge“ schon 1260. Spätestens 1295 war das Siechenhaus des Spitals nach St. Jakob verlegt worden, seine Verwaltung erscheint 1297 als „procuratores leprosorum residentium an der Birsigbrugge“. Die von einer Umfassungsmauer eingeschlossene Aussätzigensiedlung durften ausgewählte Kranke (Sondersiechen) zum Sammeln von Almosen verlassen. Den Kranken das Betteln zu ermöglichen war auch der Grund, weshalb solche Siechenhäuser in der Nähe von Verkehrsachsen errichtet wurden.
Das Siechenhaus nahm nur Basler Bürger auf, die zudem eine Einkaufsgebühr zu bezahlen hatten. Den laufenden Betrieb finanzierten Stiftungen und tägliche Geldsammlungen. Die Führung des Siechenhauses geschah unter der Oberaufsicht des Basler Spitals. Der gubernator oder Pfleger des Siechenhauses übernahm ab 1328 zusätzlich die Verwaltung der Birsbrücke und hiess in der Folge auch Birsmeister. Den geistlichen Dienst in St. Jakob versah ein Leutpriester. Das Siechenhaus hatte einen umfangreichen Grundbesitz und verzeichnete bis ins 18. Jahrhundert einigen ökonomischen Erfolg.
Die Lepra verschwand mit dem Ende des 16. Jahrhunderts fast ganz aus der Reihe der chronischen Volkskrankheiten. Im Siechenhaus dürfte der letzte Fall Ende des 17. Jahrhunderts behandelt worden sein, und es wurde zu einem Asyl für Alte und dauerhaft Kranke (Körperbehinderungen, psychische Störungen). Der Name Siechenhaus kam aufgrund der anderen Verwendung zusehends ausser Gebrauch, ein Siegel von 1685 lautete auf Gotteshaus St. Jakob. (Erstmals auf dem Siegel des Siechenhauses erscheint der hl. Jakob 1494.)

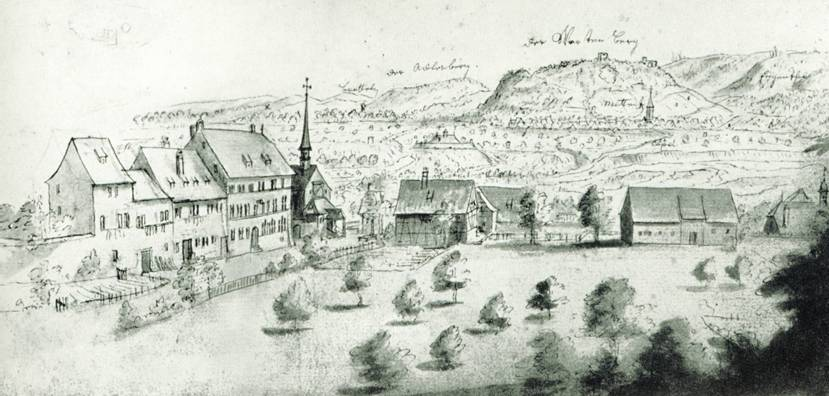
St. Jakob, 1747. Links das Gebäudeensemble des in die alte Siedlungsmauer hineingebauten Siechenhauses und die Kirche von St. Jakob; in der Mitte die Ziegelhütte und dahinter das Zollhaus/Wirtshaus; rechts die Schäferei und die Walke.

Das Verschwinden des Aussatzes äusserte sich in Neubauten, die nicht der Krankenversorgung dienten. 1548 kaufte die Zunft der Basler Weber dem Siechenhaus einen Platz zur Anlage einer Tuchwalke ab, die bereits 1585 und nochmals 1673 ersetzt wurde, eine zweite Walke entstand 1742. 1625 beschloss die Stadt, ein Brunnwerk zur Wasserversorgung und 1640 eine Ziegelhütte zu bauen. 1677 wurde das Siechenhaus dem Basler Waisenhaus als Filiale angeschlossen. Der jeweilige Pächter des Wirtshauses von St. Jakob war von da an auch gleichzeitig der Zöllner, eine Personalunion, die erst 1847/48 mit der Gründung des Schweizerischen Bundesstaates und der Aufhebung der interkantonalen Zollgrenzen endete. Zu St. Jakob gehörten zudem einige Ökonomiebauten für den Landwirtschaftsbetrieb des Siechenhauses, beispielsweise eine Schäferei. Das Ensemble der Bauten verschaffte St. Jakob allmählich die Bezeichnung als Dörflein.
Die Basler Gesellschaft entdeckte im 18. Jahrhundert das Siechenhaus mit Gasthof und Landwirtschaftsbetrieb als ländlich-idyllisches Ausflugsziel, wo der dort angebaute Wein mit dem Übernamen Schweizerblut (in Erinnerung an die Gefallenen der Schlacht von St. Jakob) zusammen mit den in Birs und St. Albanteich gefangenen Nasen konsumiert wurde. Auch war die Kirche für die Abhaltung von Hochzeiten beliebt.

### 19. Jahrhundert bis Gegenwart
1836 kaufte Christoph Merian das mittlerweile unrentabel gewordene St. Jakob mit Ausnahme der Kirche dem Waisenhaus ab, um seinen Grundbesitz in Brüglingen zu arrondieren. Er ging dabei die Bedingung ein, „zu allen Zeiten zu St. Jakob eine Wirtschaft halten zu lassen“. 1837 erwarb er das Brunnwerk und die Ziegelhütte, 1841/57 die Tuchwalken. Die Besitzungen bei St. Jakob gelangten nach dem Tod von Christoph Merian 1858 und nach dem seiner Witwe Margaretha Merian 1886 an die Christoph Merian Stiftung, die im Siechenhaus anfänglich Notwohnungen für kinderreiche Familien einrichten liess. Die Kapelle fiel 1891 vom Waisenhaus an den Staat.

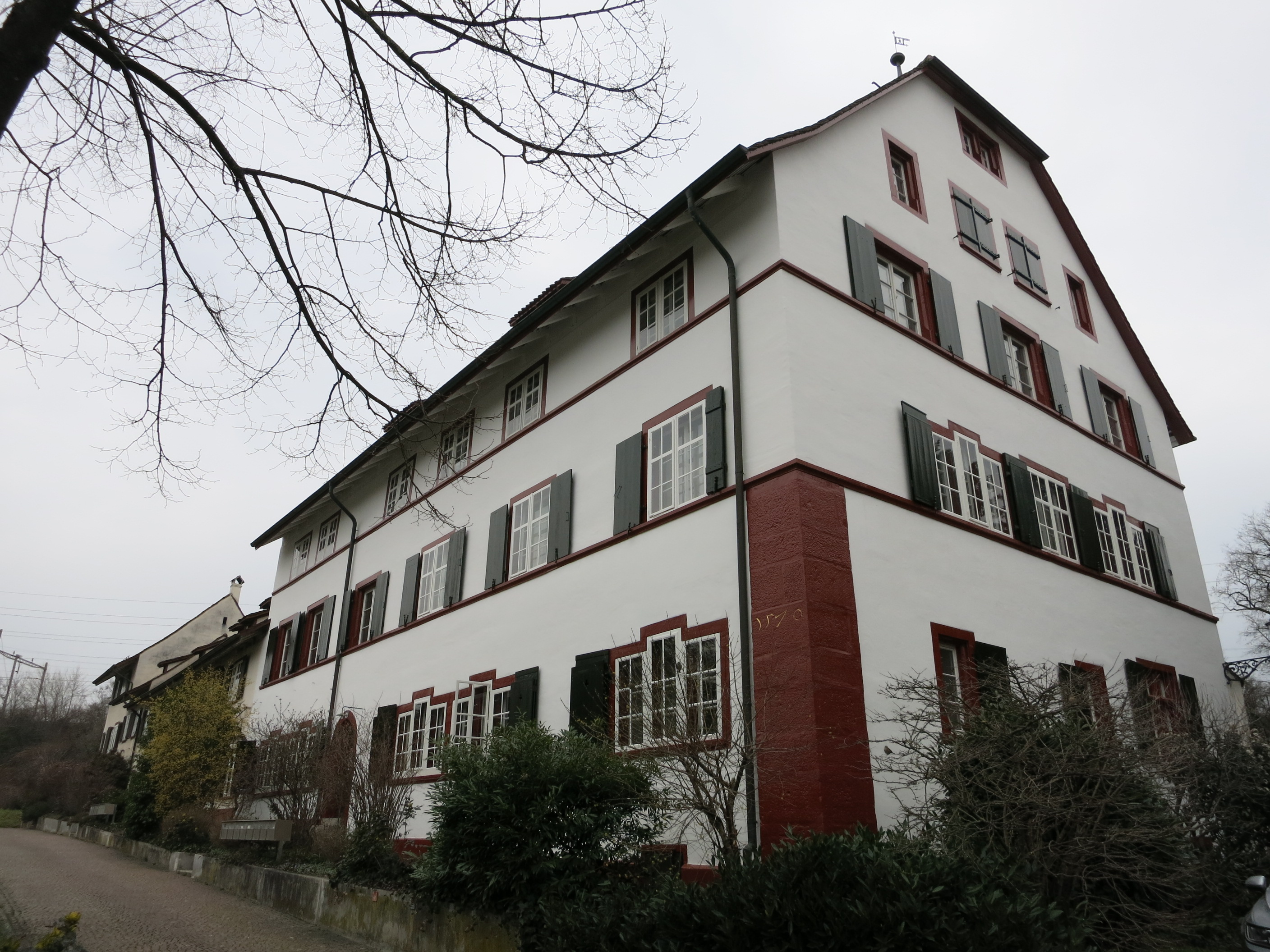
Wirtshaus St. Jakob an der Birs (2013)

Die Industrialisierung ab Mitte des 19. Jahrhunderts führte bei und in der Nähe von St. Jakob zum Bau von Fabriken, die die Wasserkraft des St. Albanteiches ausnutzten, und von Wohnsiedlungen für Arbeiter. Das Dörflein urbanisierte sich, und 1927 wurde der Landwirtschaftsbetrieb bei St. Jakob aufgegeben. 1865 wurde St. Jakob als Filialgemeinde dem Basler Münster angeschlossen. Tiefgreifende topographische Änderungen hat das 20. Jahrhundert gebracht durch den umfangreichen Eisenbahn- und Strassenbau (Verlegung der St. Jakobs-Strasse, Bau der Nationalstrasse 2, heute A2) sowie die Anlage des Sportzentrums St. Jakob. Den verbliebenen historischen Baubestand bei St. Jakob bilden das Siechenhaus, die Kapelle, das Wirtshaus (ursprüngliches Zollhaus) und das Brunnwerk.

## Historische Gebäude

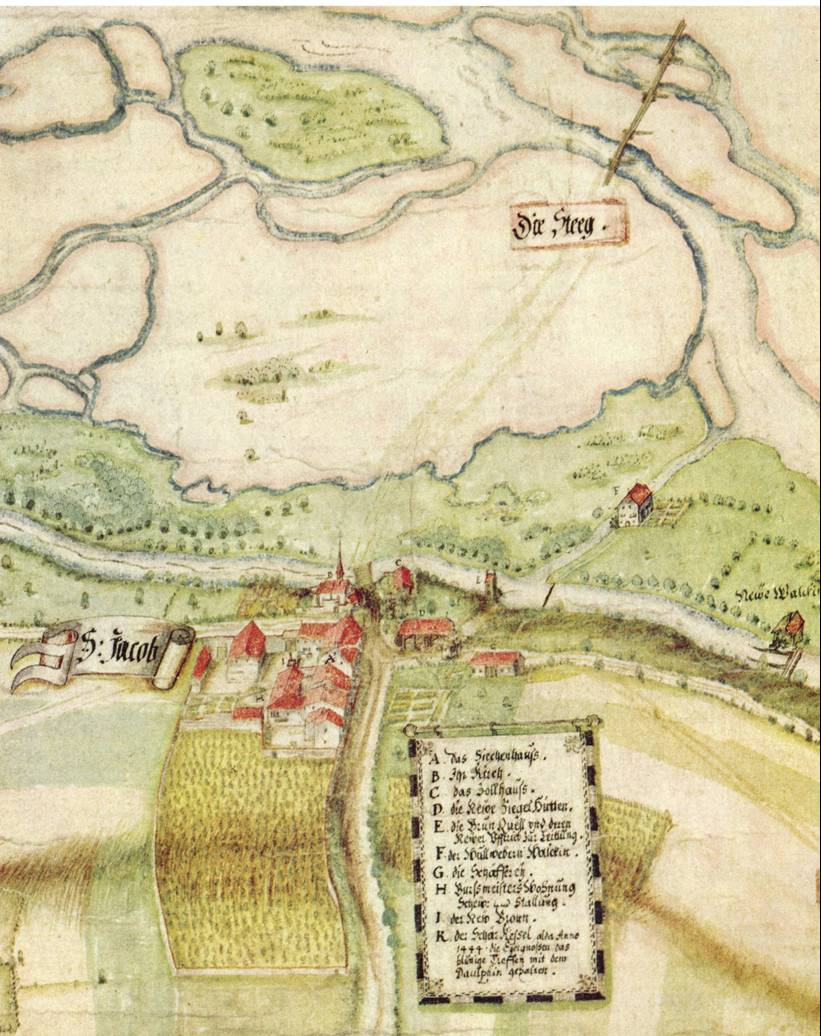
St. Jakob an der Birs, 1657. Die markante Gebäudemasse ist das Siechenhaus, knapp darüber befindet sich die Kirche. Auf der anderen Seite der Strasse von links nach rechts: Zoll- oder Wirtshaus, Ziegelhütte, Wasserturm und Schäferei. Das Gewässer, das quer durch das Bild fliesst, ist der St. Albanteich, oberhalb davon sind die zwei Walken.

### Kapelle/Kirche
Die älteste Kapelle, von der das Baujahr unbekannt ist, war wohl ein kleines Gebethaus für Reisende zu Bitte und Dank vor und nach der Überquerung der vielarmigen und oft reissenden Birs. Mit der Verlegung des Siechenhauses kann eine Vergrösserung oder ein Neubau zu einer kleinen einschiffigen Kirche vermutet werden. Ein teilweiser Neubau wurde 1414 durch die Verwüstungen eines Birshochwassers erforderlich, eine Wiederherstellung nach der Zerstörung durch Feuer in der Schlacht von St. Jakob an der Birs. Mehrere Erneuerungen (so 1601 und 1700) folgten bis 1894, als die Kirche im Hinblick auf die Zunahme der örtlichen Bevölkerung vollständig abgebrochen und bis 1895 etwas versetzt neu und grösser errichtet wurde. Von der historischen Bausubstanz wurden nur der Chor (d. h. dessen Kreuzgewölbe und Triumphbogen) sowie die West- und Seitenmauer wiederverwendet. Die mittelalterliche Ausstattung, insbesondere die Wandmalereien gingen dabei vollständig verloren, die barocke Kanzel blieb erhalten. Das Beinhaus dient als Sakristei, aus dem Friedhof ist eine Gartenanlage geworden.

### Zollhaus/Wirtshaus
Ein zumindest hölzernes Zollhaus dürfte bei St. Jakob wohl schon an den ältesten mittelalterlichen Fussgängerstegen über die Birs gestanden haben. Auch als Wirtshaus ist es früh (1526) bezeugt. Es diente in dieser Funktion als wichtige Einnahmequelle für St. Jakob, und es galt die Bestimmung, dass in der nahegelegenen Walke kein „Gasterey, noch Würtshaus zu tryben“ sei. Nach der Übernahme des Siechenhauses durch das Waisenhaus erfolgte 1687 ein bedeutender Ausbau. 1891, nach Beratung durch den Staatsarchivar Rudolf Wackernagel, entstanden historisierende Dekorationen für die Fassaden. Einschneidende Veränderungen brachten der Neubau von 1912/13 und die Erweiterung von 1936/1939 (vergrösserte und neuorientierte Gartenanlage). Die in dieser Zeit aufgekommene Bezeichnung als Historisches Wirtshaus rührte vom Bestreben her, trotz der Beseitigung der alten Bausubstanz den traditionellen Charakter des Gebäudes zumindest optisch zu bewahren. So wurde 1912/13 die äussere Gestaltung als ländliches Gasthaus beibehalten und die 1891 angebrachten Wandmalereien kopiert und neu angebracht. Diese Malereien mussten 1939 ebenfalls abgelöst und ersetzt werden. Eine weitere Bausanierung folgte Ende der 1970er Jahre.

### Siechenhaus

Innenhof des Siechenhauses von St. Jakob, 19. Jh. In der Bildmitte im Hintergrund der alte Turm der Kirche von St. Jakob aus den 1820er Jahren.

Das Siechenhaus entstand wohl Ende des 13. Jahrhunderts durch Verlegung der Krankenbetreuung aus dem bisherigen Gebäude, das sich durch das Stadtwachstum allmählich intra muros befand und deswegen als Wohnsitz der Aussätzigen nicht mehr geduldet wurde. Wie die Kirche erlitt es durch die Schlacht bei St. Jakob erhebliche Zerstörungen und musste wiederaufgebaut werden. Wahrscheinlich bestand die Anlage aus einem eigentlichen Spitalbau und den Häuschen der Aussätzigen. Die heutige Anlage, ein typisch spätmittelalterlicher Wohnungsbau, stammt aus dem Jahr 1570/71 und ist ein markanter Block, der sich in mehrere Teilhäuser gliedert und anderen öffentlichen Bauten dieser Zeit in Grösse und Repräsentativität durchaus vergleichbar ist. Auf eine eigentliche Einschliessungsmauer für die Häuser verzichtete man, sie standen direkt an der Strasse. Nach einigen, ab 1886 unternommenen Teilsanierungen des als „unhygienische Höhle“ bezeichneten Gebäudes wurde dieses 1945 und 1951–1952 mit tiefgreifenden Änderungen im Inneren umgebaut. Weitere Sanierungen geschahen 1990 und 2000. Die Teilgebäude des Siechenhauses mit den Adressen St. Jakobs-Strasse 351 und 355–361 wurden 1945 (St. Jakobs-Strasse 351) und 1951/52 (St. Jakobs-Strasse 355–361) ins Denkmalverzeichnis von Basel-Stadt aufgenommen.

### Brunnwerk
Die Stadt Basel liess das Brunnwerk von St. Jakob 1625 zur Ausnutzung der dort vorhandenen ergiebigen Quellen und zur Speisung der Brunnen von Siechenhaus, Wirtshaus und Ziegelhütte erstellen. Aus Pumpenhaus und Wasserturm bestehend nutzte die Anlage die Wasserkraft des St. Albanteiches für den Antrieb aus. Die Pumpenanlage wurde 1844 ersetzt und lief dank mehrerer technischer Neuerungen (Dampf- und Elektromaschine) bis 1969, als Strassenarbeiten die Quellwasserzufuhr kappten. 2006 wurde das Brunnwerk wieder instand gestellt und mit einer bisher nicht genutzten Quelle verbunden. Das Brunnwerk ist der Öffentlichkeit zugänglich und veranschaulicht die Funktionsweise einer historischen Wasserpumpe.

## Besonderes
St. Jakob an der Birs ist nicht zu verwechseln mit St. Jakob an der Sihl, einem historischen Weiler bei Zürich in der Gegend des heutigen Stauffacher. Eine Verwechslung ist nicht zuletzt deshalb möglich, weil an beiden Orten im Mittelalter je eine Kapelle und ein Siechenhaus standen und auch an beiden Orten im Rahmen des Alten Zürichkriegs eine Schlacht geschlagen wurde: Am 22. Juli 1443 bei St. Jakob an der Sihl, am 26. August 1444 bei St. Jakob an der Birs.